# 슈윙거-다이슨 방정식
양자장론에서 슈윙거-다이슨 방정식(영어: Schwinger–Dyson equation)은 오일러-라그랑주 방정식에 양자역학적 보정항을 추가한 방정식이다.

## 정의
슈윙거-다이슨 방정식은 경로 적분을 통해 유도할 수 있다.:306–308
장 {\displaystyle \phi (x)}에 대한 범함수 {\displaystyle X[\phi ]=X(\phi ,\partial _{\mu }\phi ,\partial _{\mu }\partial _{\nu }\phi ,\dots )}의 변분은 다음과 같다.
{\displaystyle {\frac {\delta X[\phi ]}{\delta \phi }}={\frac {\partial X}{\partial \phi }}-\partial _{\mu }{\frac {\partial X}{\partial (\partial _{\mu }\phi )}}+\partial _{\mu }\partial _{\nu }{\frac {\partial X}{\partial (\partial _{\mu }\partial _{\nu }\phi )}}+\cdots }
경로 적분의 측도 {\displaystyle D\phi }가 변수의 재정의 {\displaystyle \phi \mapsto \phi +\delta \phi }에 대하여 불변이라고 하자. 그렇다면, 임의의 연산자 {\displaystyle X[\phi ]}에 대하여,
{\displaystyle 0=\int D\phi \,\delta (X\exp(iS/\hbar ))=\int D\phi \,\exp(i\hbar S)(\delta X+iX\delta S/\hbar )}
이다. 이를 연산자로 쓰면 다음과 같다. 임의의 상태 {\displaystyle |\psi \rangle }에 대하여,
{\displaystyle \langle \psi |{\mathcal {T}}[X\delta S]|\psi \rangle =-i\hbar \langle \psi |{\mathcal {T}}[\delta X]|\psi \rangle }
이를 슈윙거-다이슨 방정식이라고 한다. 여기서 {\displaystyle {\mathcal {T}}[\cdots ]}는 시간 순서 연산자이다. 이는 고전적 오일러-라그랑주 방정식
{\displaystyle \delta S=0}
의 양자장론적 일반화이며, 우변 {\displaystyle \hbar \langle {\mathcal {T}}[\delta X]\rangle }은 양자역학적인 보정항에 해당한다.
예를 들어, {\displaystyle X=\phi (x_{1})\phi (x_{2})\cdots \phi (x_{n})}이라고 하자. 그렇다면 슈윙거-다이슨 방정식은 다음과 같다.
{\displaystyle \langle \psi |{\mathcal {T}}\left[\phi (x_{1})\phi (x_{2})\cdots \phi (x_{n})\left({\frac {\partial S}{\partial \phi (x)}}-\partial _{\mu }{\frac {\partial S}{\partial (\partial _{\mu }\phi (x))}}+\cdots \right)\right]|\psi \rangle =-i\sum _{i=1}^{n}\delta (x-x_{i})\langle \psi |{\mathcal {T}}[\phi (x_{1})\cdots \phi (x_{i-1})\phi (x_{i+1})\cdots \phi (x_{n})]|\psi \rangle }

## 슈윙거-다이슨 으뜸 방정식
임의의 n점 상관 함수 {\displaystyle X=\phi (x_{1})\phi (x_{2})\cdots \phi (x_{n})}에 대하여 슈윙거-다이슨 방정식을 적을 수 있다. 이들 방정식들을 하나로 모아 슈윙거-다이슨 으뜸 방정식(영어: Schwinger–Dyson master equation)으로 적을 수 있다.
우선, 어떤 고전적 샘장 {\displaystyle J(x)}을 추가하여, 작용이 {\displaystyle S+\int d^{d}x\,\phi (x)J(x)}이라고 하자. 이 경우, 추가로 연산자를 삽입하지 않으면 슈윙거-다이슨 방정식은 다음과 같다.
{\displaystyle 0=i\langle \psi |{\mathcal {T}}\left[{\frac {\delta S}{\delta \phi (x)}}+J(x)\right]|\psi \rangle _{J}=\int D\phi \,\exp(iS+i\int \phi J)\left(J(x)+i{\frac {\delta S}{\delta \phi (x)}}\right)=\left(iJ(x)+i{\frac {\delta S}{\delta \phi (x)}}\left[-i{\frac {\delta }{\delta J(x)}}\right]\right)\int D\phi \,\exp(iS+i\int \phi J)}
여기서
{\displaystyle {\frac {\delta S}{\delta \phi }}\left[-i{\frac {\delta }{\delta J}}\right]}
는 {\displaystyle \delta S/\delta \phi (x)}에서 모든 {\displaystyle \phi (x)}를 {\displaystyle -i\delta /\delta J(x)}로 치환한 것이다. 즉, 이를 분배 함수
{\displaystyle Z[J]=\int D\phi \,\exp(iS+\int \phi J)}
로 쓰면 다음과 같다.
{\displaystyle \left(J(x)+{\frac {\delta S}{\delta \phi (x)}}\left[-i{\frac {\delta }{\delta J(x)}}\right]\right)Z[J]=0}
이를 슈윙거-다이슨 으뜸 방정식이라고 하며, {\displaystyle J(x)}에 대하여 테일러 급수로 전개하면 n점 상관 함수에 대한 슈윙거-다이슨 방정식들을 얻는다.

## 역사
프리먼 다이슨과 줄리언 슈윙거 가 도입하였다.

## 같이 보기
- 경로 적분 공식화